# B. Honnenahalli, Channarayapatna
B. Honnenahalli là một làng thuộc tehsil Channarayapatna, huyện Hassan, bang Karnataka, Ấn Độ.